# Carlo Rosini
Carlo Rosini, né le 7 avril 1748 à Naples et mort dans cette même ville le 18 février 1836, est un  évêque, antiquaire et philologue italien.

## Biographie
Fils d’un médecin de Naples, Carlo Rosini naquit le 1er avril 1748. Il fut, dès l’âge de sept ans, mis au collège des Jésuites, où il se fit bientôt remarquer par la précocité de son intelligence et son application à l’étude. Ses progrès furent si rapides que ses maîtres désiraient le faire entrer dans leur ordre, et le jeune Rosini s’y montrait assez disposé, lorsque la mort de son père l’obligea de rentrer dans sa famille. Il obtint ensuite une place gratuite dans le séminaire de Naples, d’où il passa dans le lycée archiépiscopal. Après avoir reçu les ordres sacrés, il fut chargé d’enseigner le grec, puis nommé préfet des études au même séminaire. Dans l’intervalle il traduisit du français, en l’améliorant, la grammaire grecque de Port-Royal. Lorsque l’abbé Nicola Ignarra fut choisi pour précepteur du prince héréditaire, qui régna depuis sous le nom de Ferdinand IV, Rosini succéda, dans la chaire d’Écriture sainte, à ce savant, auquel il avait déjà été adjoint pour l’interprétation des précieux papyrus extraits des fouilles d’Herculanum. Il fut aussi l’un des premiers membres de l’académie d’archéologie qui porte le nom de cette ville, après sa réorganisation. Pendant plusieurs années il s’occupa presque exclusivement à déchiffrer les antiques manuscrits récemment découverts, et il en publia successivement un grand nombre. Le premier fut le traité de Philodème sur la musique, écrit en grec, qu’il fit accompagner de commentaires et de notes de la plus haute érudition. Le roi Ferdinand fut si satisfait de ce travail, qu’il donna à l’auteur la présidence à vie de la commission des papyrus. Rosini entreprit ensuite une Histoire du Vésuve, qui devait retracer toutes les éruptions, offrir les détails de la catastrophe qui ensevelit trois villes sous le règne de Titus, les circonstances qui les firent retrouver, et enfin les principaux monuments retirés des fouilles. Malheureusement, la première partie seule de ce grand ouvrage put être publiée, parce que Rosini, qui était chanoine de Naples depuis 1792, fut, en 1797, élevé au siège de Pouzzoles, ce qui l’obligea d’interrompre ses recherches archéologiques pour se consacrer aux pénibles labeurs de l’épiscopat. Pendant le règne de Joachim Murat, Rosini jouit de l’estime particulière de ce prince, qui le nomma conseiller d’État et grand aumônier. Après le retour des Bourbons, il fut successivement nommé ministre de l’instruction publique, fonctions qu’il exerça peu de temps, et président de la consulte d’État, ainsi que de la société royale bourbonienne. Rosini fut, dans les dernières années de sa vie, privé de l’usage de ses jambes par suite d’une enflure continuelle, et mourut le 18 février 1836 d’une attaque d’apoplexie foudroyante.

## Œuvres
Il avait publié :
- Oratio in adventu Josephi Zurlo, S. R. E. cardinalis, archiepiscopi Neapolitani, Naples, 1783, in-4° ;
- Nuovo metodo per apprendere la lingua greca, ibid., 1784, in-8°. C’est la traduction de la grammaire de Port Royal, dont nous avons parlé plus haut.
- De vero studiorum scopo, ibid., 1787, in-4° ;
- De litterarum utilitate nullo non tempore capienda, ibid., 1790, in-4° ;
- Vita Jacobi Martorellii, Naples ;
- Dissertatio isagogica ad Herculanensium voluminum explanationem, Naples, 1797, 1er vol. in-fol. C’est le commencement de l’histoire du Vésuve projetée par l’auteur ; il y traite particulièrement de l’éruption qui ensevelit Herculanum, Pompéi et Stabia ; et remontant ensuite à l’origine de ces villes, qu’il croit avoir été fondées par les Phéniciens, il en trace l’histoire avec une érudition et un talent de critique vraiment admirables ;
- Herculanensium voluminum quæ supersunt, Naples, 1793-1823, 3 vol. in-fol. Cette collection, fort estimée des savants, est aujourd’hui très-rare.
- Epistola de locis theologicis. Elle se trouve à la fin du volume intitulé De vita Dominici Coppolæ, archiepiscopi Myrensium, Rome, 1825.

Rosini a de plus laissé inédits les ouvrages suivants : Sententia de conductione tacita, dissertatio academica ; — Dissertatio de novissimi Paschalis dominici die ; — De baptismo novi fœderis ; — De authentico Nicæni I canonum numero ; — Commentarius in tit. Decret. de feriis ; — Græciæ Chorographia ; — Synopsis archeologiæ græcæ ; — De marmore græco suessano dissertatio ; — Dissertationis isagogicæ pars altera incæpta ; — Dissertation sur le temple de Sarapis à Pouzzoles (en italien) ; — différentes inscriptions et poésies grecques, latines et italiennes. L’éloge funèbre de Rosini fut prononcé par M. Nicolas Lucignano, et sa vie écrite par M. le chevalier Prosper della Rosa.